# Spärrvitmossa
Spärrvitmossa (Sphagnum squarrosum) är en bladmossart som beskrevs av Crome in Hoppe 1803. Enligt Catalogue of Life ingår Spärrvitmossa i släktet vitmossor och familjen Sphagnaceae, men enligt Dyntaxa är tillhörigheten istället släktet vitmossor och familjen Sphagnaceae. Arten är reproducerande i Sverige. Inga underarter finns listade i Catalogue of Life.

## Bildgalleri

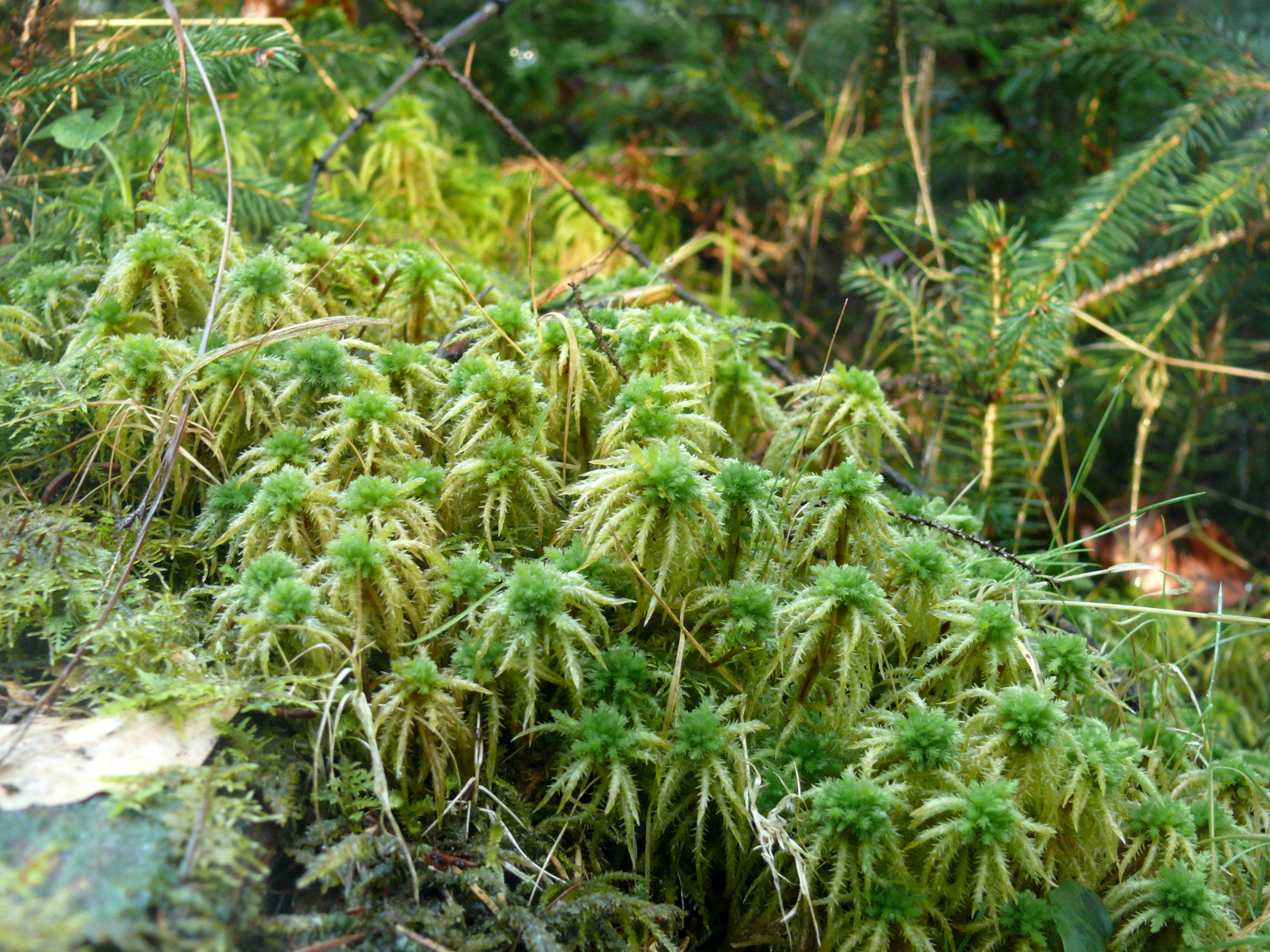
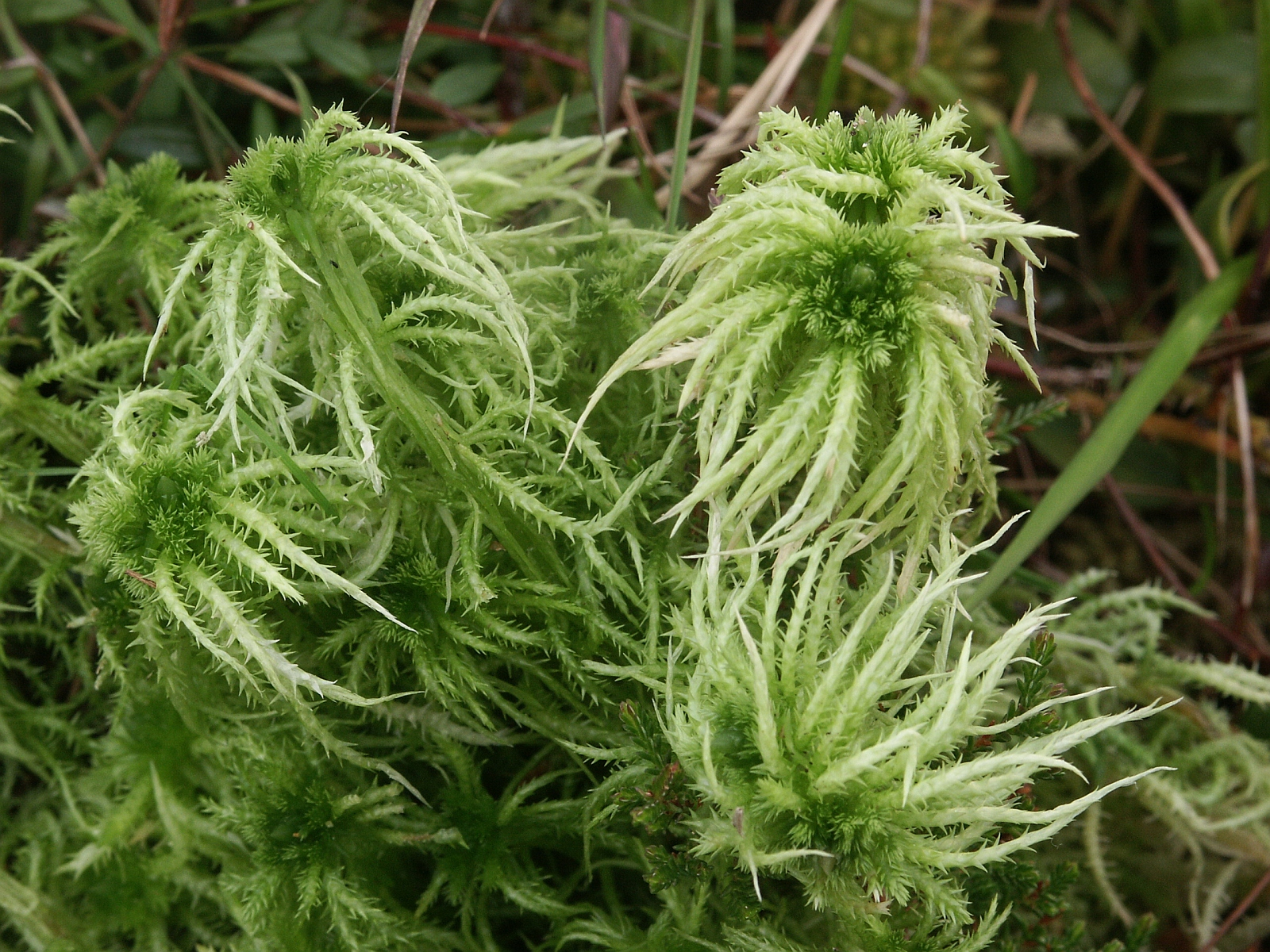
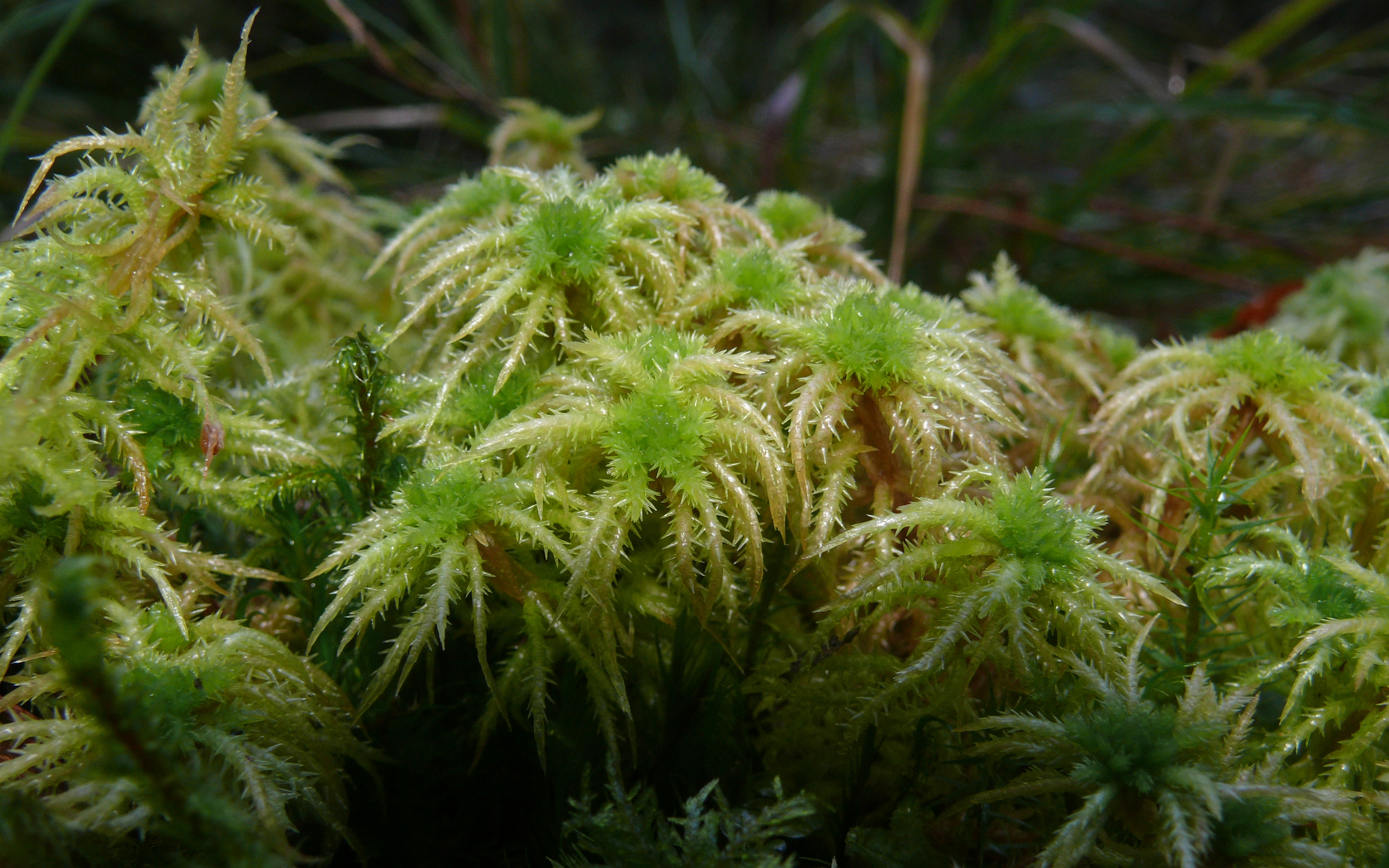
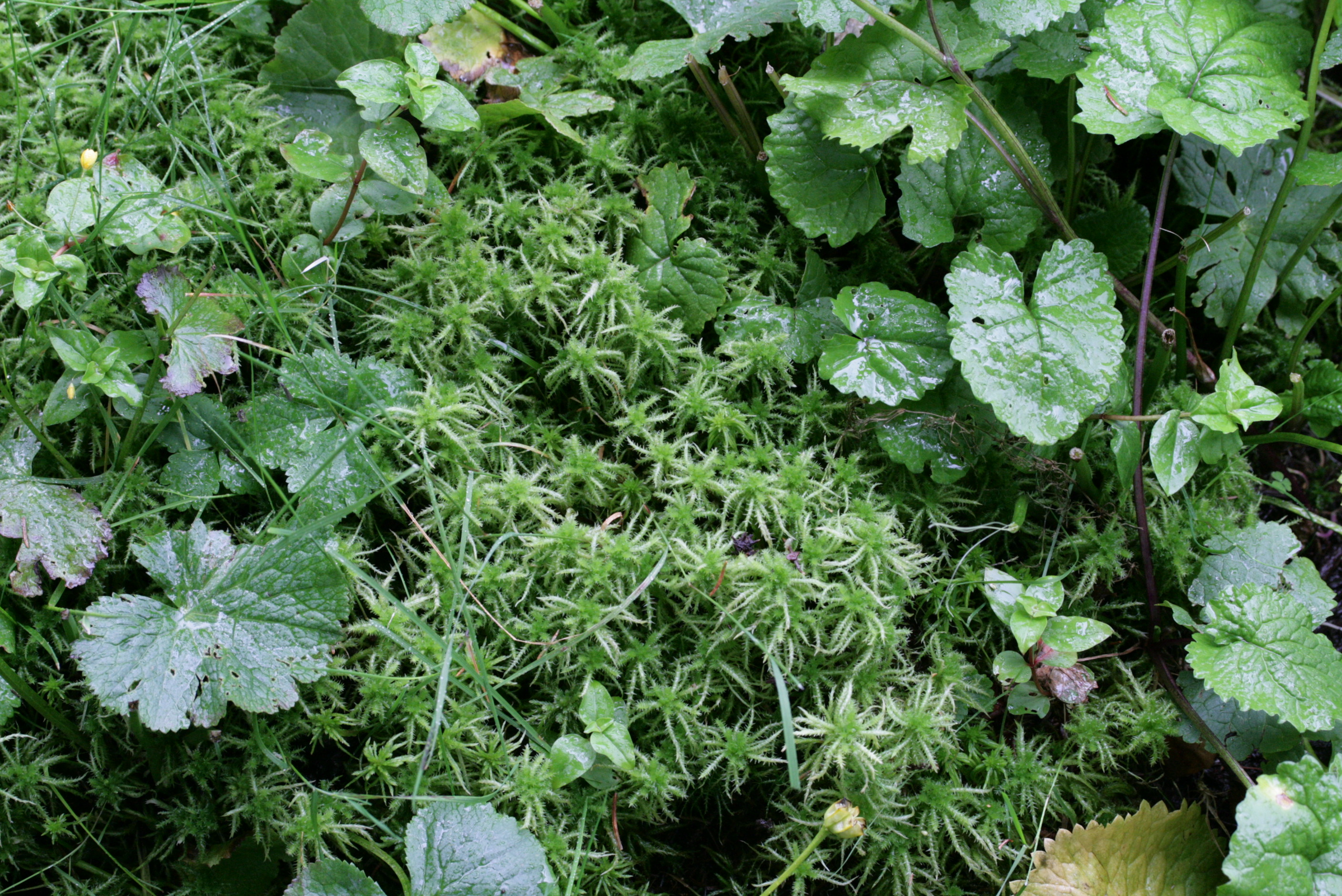
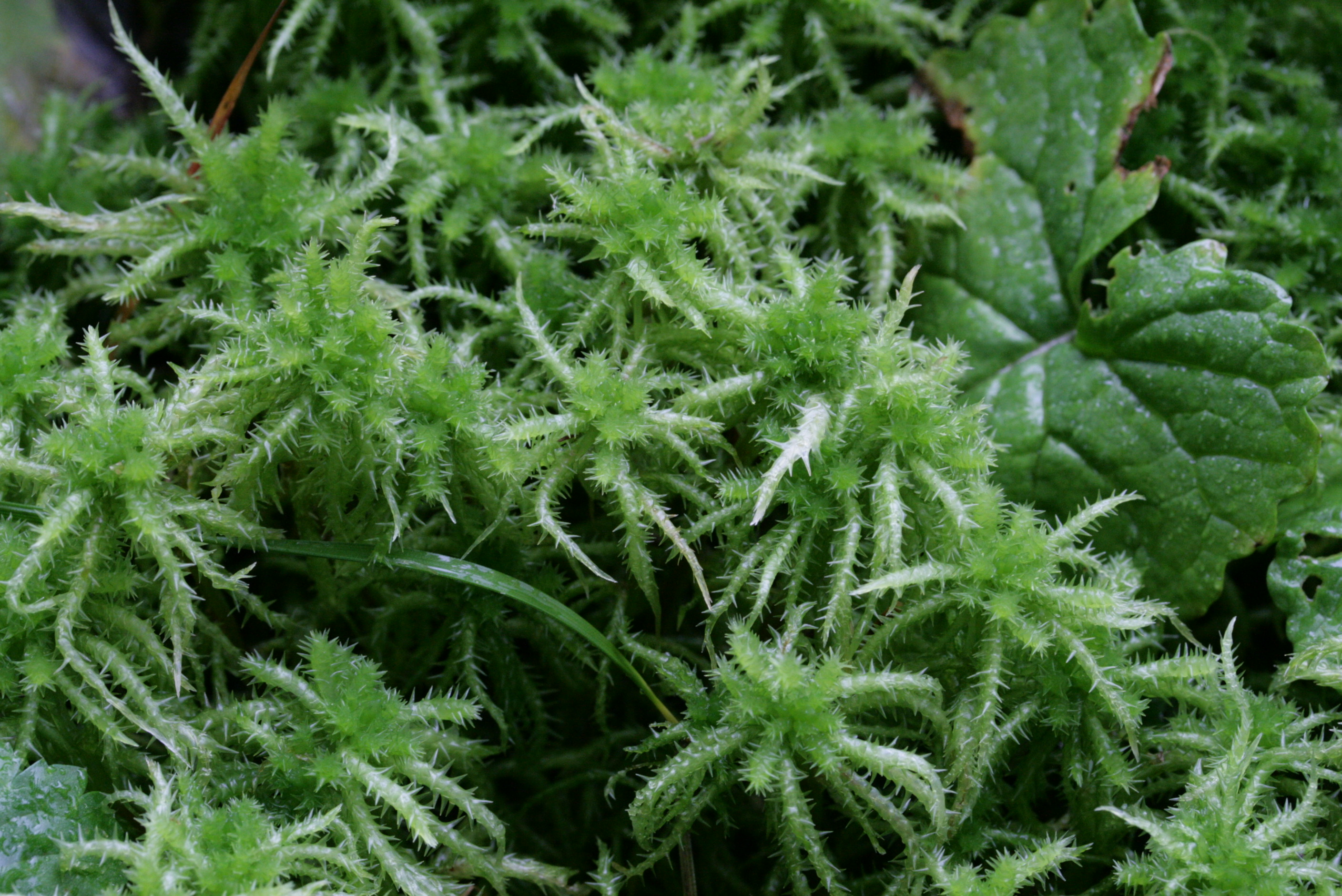
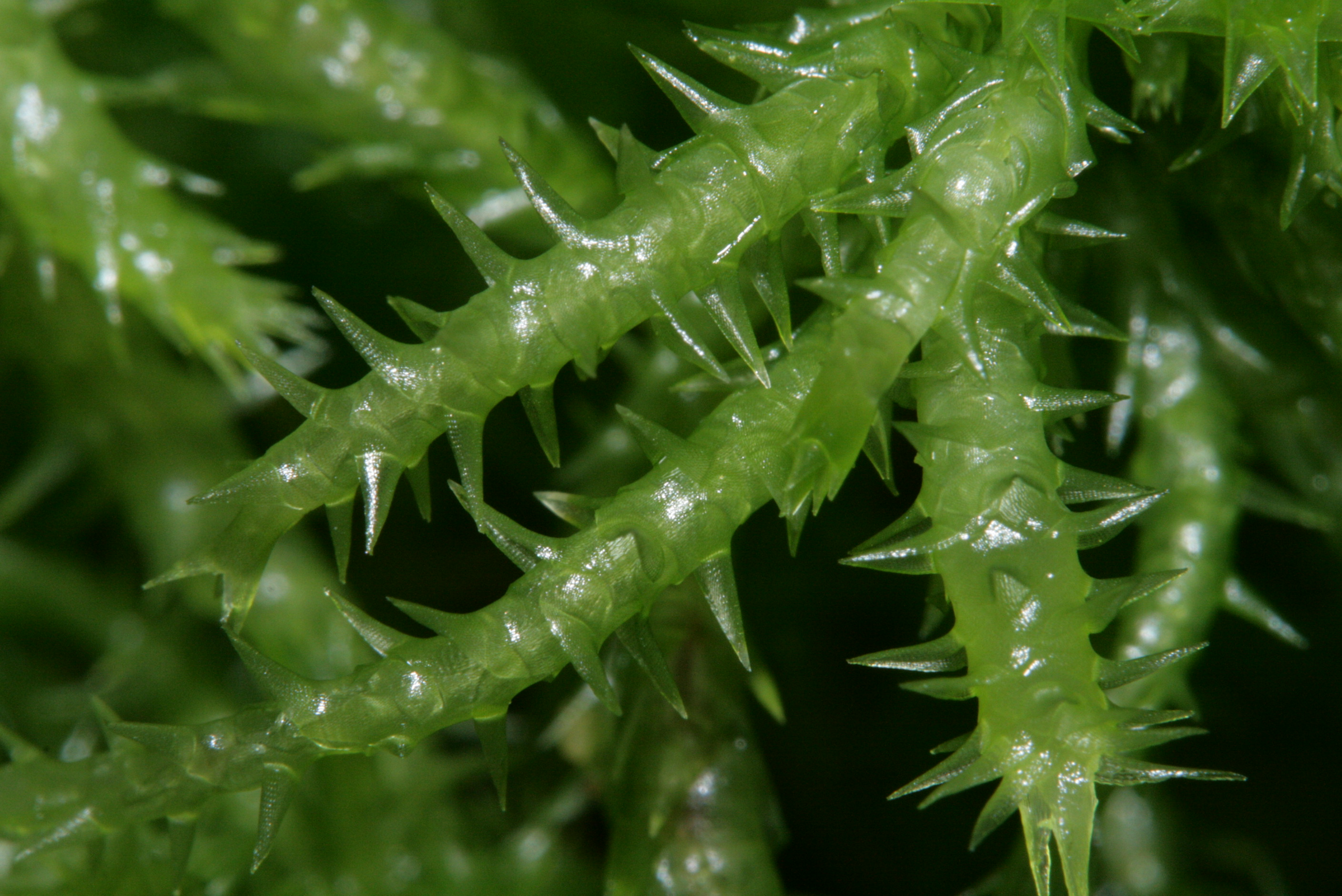